# Gran Premio di superbike di Most 2023
Il Gran Premio di superbike di Most 2023 è stato l'ottava prova del mondiale superbike del 2023. Nello stesso fine settimana si sono corsi anche l'ottava prova del campionato mondiale Supersport e la quinta del campionato mondiale Supersport 300.
I risultati delle gare hanno visto vincere, per quel che concerne il mondiale Superbike: Jonathan Rea in gara 1, Toprak Razgatlıoğlu in gara Superpole e Álvaro Bautista in gara 2. Le gare del mondiale Supersport sono state vinte da: Nicolò Bulega in gara 1 e da Tarran Mackenzie in gara 2, mentre le gare del mondiale Supersport 300 sono andate a Lennox Lehmann in gara 1 e Aldi Mahendra in gara 2.
Per il pilota britannico Mackenzie si tratta della prima vittoria nel mondiale Supersport, la Honda torna a vincere una gara a distanza di 7 anni dall'ultima vittoria nel mondiale Supersport di Kyle Smith nel GP di Losail del 2016.

## Superbike gara 1

### Arrivati al traguardo
| Pos. | Nº | Pilota                | Squadra                   | Motocicletta        | Giri | Tempo     | Griglia | Punti |
| ---- | -- | --------------------- | ------------------------- | ------------------- | ---- | --------- | ------- | ----- |
| 1º   | 65 | Jonathan Rea          | Kawasaki Racing           | Kawasaki ZX-10RR    | 22   | 36'10.894 | 5º      | 25    |
| 2º   | 54 | Toprak Razgatlıoğlu   | Pata Yamaha Prometeon     | Yamaha YZF R1       | 22   | +4.007    | 1º      | 20    |
| 3º   | 9  | Danilo Petrucci       | Barni Spark Racing        | Ducati Panigale V4R | 22   | +7.939    | 2º      | 16    |
| 4º   | 45 | Scott Redding         | Rokit BMW Motorrad        | BMW M1000 RR        | 22   | +14.736   | 15º     | 13    |
| 5º   | 7  | Iker Lecuona          | Team HRC                  | Honda CBR1000 RR-R  | 22   | +14.903   | 11º     | 11    |
| 6º   | 55 | Andrea Locatelli      | Pata Yamaha Prometeon     | Yamaha YZF R1       | 22   | +15.690   | 7º      | 10    |
| 7º   | 47 | Axel Bassani          | Motocorsa Racing          | Ducati Panigale V4R | 22   | +23.273   | 4º      | 9     |
| 8º   | 77 | Dominique Aegerter    | GYTR GRT Yamaha           | Yamaha YZF R1       | 22   | +23.777   | 10º     | 8     |
| 9º   | 22 | Alex Lowes            | Kawasaki Racing           | Kawasaki ZX-10RR    | 22   | +25.653   | 12º     | 7     |
| 10º  | 76 | Loris Baz             | Bonovo Action BMW         | BMW M1000 RR        | 22   | +26.455   | 13º     | 6     |
| 11º  | 87 | Remy Gardner          | GYTR GRT Yamaha           | Yamaha YZF R1       | 22   | +38.338   | 3º      | 5     |
| 12º  | 1  | Álvaro Bautista       | Aruba.it Racing - Ducati  | Ducati Panigale V4R | 22   | +42.088   | 14º     | 4     |
| 13º  | 60 | Michael van der Mark  | Rokit BMW Motorrad        | BMW M1000 RR        | 22   | +1'00.306 | 18º     | 3     |
| 14º  | 21 | Michael Ruben Rinaldi | Aruba.it Racing - Ducati  | Ducati Panigale V4R | 22   | +1'01.708 | 8º      | 2     |
| 15º  | 53 | Esteve Rabat          | Kawasaki Puccetti Racing  | Kawasaki ZX-10RR    | 21   | +1 giro   | 20º     | 1     |
| 16º  | 34 | Lorenzo Baldassarri   | GMT94 Yamaha              | Yamaha YZF R1       | 21   | +1 giro   | 16º     |       |
| 17º  | 97 | Xavi Vierge           | Team HRC                  | Honda CBR1000 RR-R  | 21   | +1 giro   | 9º      |       |
| 18º  | 32 | Isaac Viñales         | TPR Team Pedercini Racing | Kawasaki ZX-10RR    | 21   | +1 giro   | 19º     |       |
| 19º  | 20 | Roberto Tamburini     | Yamaha Motoxracing        | Yamaha YZF R1       | 21   | +1 giro   | 21º     |       |
| 20º  | 52 | Oliver König          | Orelac Racing Movisio     | Kawasaki ZX-10RR    | 21   | +1 giro   | 23º     |       |

### Ritirati
| Nº | Pilota          | Squadra                   | Motocicletta        | Giri | Griglia |
| -- | --------------- | ------------------------- | ------------------- | ---- | ------- |
| 5  | Philipp Öttl    | Team GoEleven             | Ducati Panigale V4R | 19   | 24º     |
| 38 | Hannes Soomer   | Petronas MIE Racing Honda | Honda CBR1000 RR-R  | 16   | 22º     |
| 51 | Eric Granado    | Petronas MIE Racing Honda | Honda CBR1000 RR-R  | 7    | 17º     |
| 31 | Garrett Gerloff | Bonovo Action BMW         | BMW M1000 RR        | 4    | 6º      |

## Superbike gara Superpole

### Arrivati al traguardo
| Pos. | Nº | Pilota                | Squadra                   | Motocicletta        | Giri | Tempo     | Griglia | Punti |
| ---- | -- | --------------------- | ------------------------- | ------------------- | ---- | --------- | ------- | ----- |
| 1º   | 54 | Toprak Razgatlıoğlu   | Pata Yamaha Prometeon     | Yamaha YZF R1       | 10   | 15'22.383 | 1º      | 12    |
| 2º   | 65 | Jonathan Rea          | Kawasaki Racing           | Kawasaki ZX-10RR    | 10   | +1.203    | 5º      | 9     |
| 3º   | 1  | Álvaro Bautista       | Aruba.it Racing - Ducati  | Ducati Panigale V4R | 10   | +2.968    | 14º     | 7     |
| 4º   | 47 | Axel Bassani          | Motocorsa Racing          | Ducati Panigale V4R | 10   | +3.180    | 4º      | 6     |
| 5º   | 21 | Michael Ruben Rinaldi | Aruba.it Racing - Ducati  | Ducati Panigale V4R | 10   | +5.310    | 8º      | 5     |
| 6º   | 87 | Remy Gardner          | GYTR GRT Yamaha           | Yamaha YZF R1       | 10   | +8.205    | 3º      | 4     |
| 7º   | 22 | Alex Lowes            | Kawasaki Racing           | Kawasaki ZX-10RR    | 10   | +8.375    | 12º     | 3     |
| 8º   | 9  | Danilo Petrucci       | Barni Spark Racing        | Ducati Panigale V4R | 10   | +9.021    | 2º      | 2     |
| 9º   | 31 | Garrett Gerloff       | Bonovo Action BMW         | BMW M1000 RR        | 10   | +10.165   | 6º      | 1     |
| 10º  | 7  | Iker Lecuona          | Team HRC                  | Honda CBR1000 RR-R  | 10   | +13.017   | 11º     |       |
| 11º  | 77 | Dominique Aegerter    | GYTR GRT Yamaha           | Yamaha YZF R1       | 10   | +14.448   | 10º     |       |
| 12º  | 76 | Loris Baz             | Bonovo Action BMW         | BMW M1000 RR        | 10   | +14.749   | 13º     |       |
| 13º  | 45 | Scott Redding         | Rokit BMW Motorrad        | BMW M1000 RR        | 10   | +17.880   | 15º     |       |
| 14º  | 60 | Michael van der Mark  | Rokit BMW Motorrad        | BMW M1000 RR        | 10   | +20.022   | 18º     |       |
| 15º  | 53 | Esteve Rabat          | Kawasaki Puccetti Racing  | Kawasaki ZX-10RR    | 10   | +27.182   | 20º     |       |
| 16º  | 32 | Isaac Viñales         | TPR Team Pedercini Racing | Kawasaki ZX-10RR    | 10   | +28.010   | 19º     |       |
| 17º  | 51 | Eric Granado          | Petronas MIE Racing Honda | Honda CBR1000 RR-R  | 10   | +28.264   | 17º     |       |
| 18º  | 20 | Roberto Tamburini     | Yamaha Motoxracing        | Yamaha YZF R1       | 10   | +31.741   | 21º     |       |
| 19º  | 38 | Hannes Soomer         | Petronas MIE Racing Honda | Honda CBR1000 RR-R  | 10   | +38.884   | 22º     |       |
| 20º  | 52 | Oliver König          | Orelac Racing Movisio     | Kawasaki ZX-10RR    | 10   | +55.685   | 23º     |       |
| 21º  | 5  | Philipp Öttl          | Team GoEleven             | Ducati Panigale V4R | 8    | +2 giri   | 24º     |       |

### Ritirati
| Nº | Pilota              | Squadra               | Motocicletta       | Giri | Griglia |
| -- | ------------------- | --------------------- | ------------------ | ---- | ------- |
| 97 | Xavi Vierge         | Team HRC              | Honda CBR1000 RR-R | 0    | 9º      |
| 55 | Andrea Locatelli    | Pata Yamaha Prometeon | Yamaha YZF R1      | 0    | 7º      |
| 34 | Lorenzo Baldassarri | GMT94 Yamaha          | Yamaha YZF R1      | 0    | 16º     |

## Superbike gara 2

### Arrivati al traguardo
| Pos. | Nº | Pilota                | Squadra                   | Motocicletta        | Giri | Tempo     | Griglia | Punti |
| ---- | -- | --------------------- | ------------------------- | ------------------- | ---- | --------- | ------- | ----- |
| 1º   | 1  | Álvaro Bautista       | Aruba.it Racing - Ducati  | Ducati Panigale V4R | 22   | 33'58.248 | 3º      | 25    |
| 2º   | 9  | Danilo Petrucci       | Barni Spark Racing        | Ducati Panigale V4R | 22   | +4.652    | 8º      | 20    |
| 3º   | 65 | Jonathan Rea          | Kawasaki Racing           | Kawasaki ZX-10RR    | 22   | +4.725    | 2º      | 16    |
| 4º   | 47 | Axel Bassani          | Motocorsa Racing          | Ducati Panigale V4R | 22   | +4.786    | 4º      | 13    |
| 5º   | 21 | Michael Ruben Rinaldi | Aruba.it Racing - Ducati  | Ducati Panigale V4R | 22   | +7.538    | 5º      | 11    |
| 6º   | 87 | Remy Gardner          | GYTR GRT Yamaha           | Yamaha YZF R1       | 22   | +10.717   | 6º      | 10    |
| 7º   | 55 | Andrea Locatelli      | Pata Yamaha Prometeon     | Yamaha YZF R1       | 22   | +12.455   | 10º     | 9     |
| 8º   | 45 | Scott Redding         | Rokit BMW Motorrad        | BMW M1000 RR        | 22   | +13.273   | 15º     | 8     |
| 9º   | 97 | Xavi Vierge           | Team HRC                  | Honda CBR1000 RR-R  | 22   | +17.925   | 11º     | 7     |
| 10º  | 76 | Loris Baz             | Bonovo Action BMW         | BMW M1000 RR        | 22   | +18.091   | 14º     | 6     |
| 11º  | 77 | Dominique Aegerter    | GYTR GRT Yamaha           | Yamaha YZF R1       | 22   | +18.501   | 12º     | 5     |
| 12º  | 7  | Iker Lecuona          | Team HRC                  | Honda CBR1000 RR-R  | 22   | +18.586   | 13º     | 4     |
| 13º  | 5  | Philipp Öttl          | Team GoEleven             | Ducati Panigale V4R | 22   | +23.138   | 24º     | 3     |
| 14º  | 22 | Alex Lowes            | Kawasaki Racing           | Kawasaki ZX-10RR    | 22   | +25.547   | 7º      | 2     |
| 15º  | 60 | Michael van der Mark  | Rokit BMW Motorrad        | BMW M1000 RR        | 22   | +41.166   | 18º     | 1     |
| 16º  | 20 | Roberto Tamburini     | Yamaha Motoxracing        | Yamaha YZF R1       | 22   | +50.118   | 21º     |       |
| 17º  | 32 | Isaac Viñales         | TPR Team Pedercini Racing | Kawasaki ZX-10RR    | 22   | +53.767   | 19º     |       |
| 18º  | 53 | Esteve Rabat          | Kawasaki Puccetti Racing  | Kawasaki ZX-10RR    | 22   | +54.616   | 20º     |       |
| 19º  | 38 | Hannes Soomer         | Petronas MIE Racing Honda | Honda CBR1000 RR-R  | 22   | +1'05.163 | 22º     |       |
| 20º  | 31 | Garrett Gerloff       | Bonovo Action BMW         | BMW M1000 RR        | 20   | +2 giri   | 9º      |       |

### Ritirati
| Nº | Pilota              | Squadra                   | Motocicletta       | Giri | Griglia |
| -- | ------------------- | ------------------------- | ------------------ | ---- | ------- |
| 54 | Toprak Razgatlıoğlu | Pata Yamaha Prometeon     | Yamaha YZF R1      | 16   | 1º      |
| 52 | Oliver König        | Orelac Racing Movisio     | Kawasaki ZX-10RR   | 7    | 23º     |
| 34 | Lorenzo Baldassarri | GMT94 Yamaha              | Yamaha YZF R1      | 3    | 16º     |
| 51 | Eric Granado        | Petronas MIE Racing Honda | Honda CBR1000 RR-R | 1    | 17º     |

## Supersport gara 1

### Arrivati al traguardo
| Pos. | Nº | Pilota              | Squadra                    | Motocicletta                 | Giri | Tempo     | Griglia | Punti |
| ---- | -- | ------------------- | -------------------------- | ---------------------------- | ---- | --------- | ------- | ----- |
| 1º   | 11 | Nicolò Bulega       | Aruba.it Racing            | Ducati Panigale V2           | 12   | 19'14.480 | 1º      | 25    |
| 2º   | 62 | Stefano Manzi       | Ten Kate Racing Yamaha     | Yamaha YZF R6                | 12   | +1.856    | 2º      | 20    |
| 3º   | 54 | Bahattin Sofuoğlu   | MV Agusta Reparto Corse    | MV Agusta F3 800 RR          | 12   | +3.795    | 4º      | 16    |
| 4º   | 3  | Raffaele De Rosa    | Orelac Racing Verdnatura   | Ducati Panigale V2           | 12   | +3.980    | 3º      | 13    |
| 5º   | 99 | Adrián Huertas      | MTM Kawasaki               | Kawasaki ZX-6R               | 12   | +6.546    | 5º      | 11    |
| 6º   | 23 | Marcel Schrötter    | MV Agusta Reparto Corse    | MV Agusta F3 800 RR          | 12   | +8.536    | 13º     | 10    |
| 7º   | 66 | Niki Tuuli          | PTR Triumph                | Triumph Street Triple RS 765 | 12   | +8.864    | 11º     | 9     |
| 8º   | 28 | Glenn van Straalen  | EAB Racing                 | Yamaha YZF R6                | 12   | +10.434   | 10º     | 8     |
| 9º   | 9  | Jorge Navarro       | Ten Kate Racing Yamaha     | Yamaha YZF R6                | 12   | +10.500   | 7º      | 7     |
| 10º  | 64 | Federico Caricasulo | Althea Racing              | Ducati Panigale V2           | 12   | +10.825   | 8º      | 6     |
| 11º  | 94 | Valentin Debise     | GMT94 Yamaha               | Yamaha YZF R6                | 12   | +11.017   | 9º      | 5     |
| 12º  | 25 | Andy Verdoïa        | Yamaha Thailand Racing     | Yamaha YZF R6                | 12   | +13.291   | 14º     | 4     |
| 13º  | 69 | Tom Booth-Amos      | Motozoo ME Air Racing      | Kawasaki ZX-6R               | 12   | +13.313   | 17º     | 3     |
| 14º  | 14 | Lucas Mahias        | Kawasaki Puccetti Racing   | Kawasaki ZX-6R               | 12   | +17.930   | 15º     | 2     |
| 15º  | 47 | Andreas Kofler      | D34G Racing                | Ducati Panigale V2           | 12   | +18.027   | 16º     | 1     |
| 16º  | 50 | Ondřej Vostatek     | PTR Triumph                | Triumph Street Triple RS 765 | 12   | +24.442   | 20º     |       |
| 17º  | 95 | Tarran Mackenzie    | Petronas MIE Racing Honda  | Honda CBR600RR               | 12   | +24.922   | 21º     |       |
| 18º  | 73 | Maximilian Kofler   | D34G Racing                | Ducati Panigale V2           | 12   | +25.170   | 24º     |       |
| 19º  | 17 | John McPhee         | Vince64 by Puccetti Racing | Kawasaki ZX-6R               | 12   | +26.048   | 19º     |       |
| 20º  | 48 | Lorenzo Dalla Porta | Evan Bros. Yamaha          | Yamaha YZF R6                | 12   | +27.596   | 27º     |       |
| 21º  | 7  | Adam Norrodin       | Petronas MIE Racing Honda  | Honda CBR600RR               | 12   | +27.715   | 29º     |       |
| 22º  | 51 | Anupab Sarmoon      | Yamaha Thailand Racing     | Yamaha YZF R6                | 12   | +27.795   | 18º     |       |
| 23º  | 22 | Federico Fuligni    | Orelac Racing Verdnatura   | Ducati Panigale V2           | 12   | +31.770   | 26º     |       |
| 24º  | 36 | Thomas Gradinger    | Eder Racing                | Yamaha YZF R6                | 12   | +39.559   | 28º     |       |
| 25º  | 16 | Yuta Okaya          | ProDina Kawasaki Racing    | Kawasaki ZX-6R               | 12   | +50.954   | 30º     |       |
| 26º  | 98 | Maiki Abe           | VFT Racing Webike Yamaha   | Yamaha YZF R6                | 12   | +51.518   | 31º     |       |

### Ritirati
| Nº | Pilota            | Squadra                  | Motocicletta       | Giri | Griglia |
| -- | ----------------- | ------------------------ | ------------------ | ---- | ------- |
| 27 | Álvaro Díaz       | Arco Yart Yamaha         | Yamaha YZF R6      | 9    | 23º     |
| 29 | Nicholas Spinelli | VFT Racing Webike Yamaha | Yamaha YZF R6      | 6    | 12º     |
| 71 | Tom Edwards       | Yart-Yamaha              | Yamaha YZF R6      | 5    | 22º     |
| 55 | Yari Montella     | Barni Spark Racing       | Ducati Panigale V2 | 1    | 6º      |
| 68 | Luke Power        | Motozoo ME Air Racing    | Kawasaki ZX-6R     | 0    | 25º     |

## Supersport gara 2

### Arrivati al traguardo
| Pos. | Nº | Pilota              | Squadra                    | Motocicletta                 | Giri | Tempo     | Griglia | Punti |
| ---- | -- | ------------------- | -------------------------- | ---------------------------- | ---- | --------- | ------- | ----- |
| 1º   | 95 | Tarran Mackenzie    | Petronas MIE Racing Honda  | Honda CBR600RR               | 19   | 33'14.564 | 22º     | 25    |
| 2º   | 23 | Marcel Schrötter    | MV Agusta Reparto Corse    | MV Agusta F3 800 RR          | 19   | +2.037    | 13º     | 20    |
| 3º   | 54 | Bahattin Sofuoğlu   | MV Agusta Reparto Corse    | MV Agusta F3 800 RR          | 19   | +18.857   | 4º      | 16    |
| 4º   | 17 | John McPhee         | Vince64 by Puccetti Racing | Kawasaki ZX-6R               | 19   | +21.046   | 21º     | 13    |
| 5º   | 7  | Adam Norrodin       | Petronas MIE Racing Honda  | Honda CBR600RR               | 19   | +22.206   | 28º     | 11    |
| 6º   | 36 | Thomas Gradinger    | Eder Racing                | Yamaha YZF R6                | 19   | +38.970   | 27º     | 10    |
| 7º   | 22 | Federico Fuligni    | Orelac Racing Verdnatura   | Ducati Panigale V2           | 19   | +1'03.620 | 25º     | 9     |
| 8º   | 51 | Anupab Sarmoon      | Yamaha Thailand Racing     | Yamaha YZF R6                | 19   | +1'27.822 | 20º     | 8     |
| 9º   | 66 | Niki Tuuli          | PTR Triumph                | Triumph Street Triple RS 765 | 19   | +1'29.446 | 11º     | 7     |
| 10º  | 3  | Raffaele De Rosa    | Orelac Racing Verdnatura   | Ducati Panigale V2           | 19   | +1'33.196 | 3º      | 6     |
| 11º  | 64 | Federico Caricasulo | Althea Racing              | Ducati Panigale V2           | 19   | +1'38.814 | 8º      | 5     |
| 12º  | 94 | Valentin Debise     | GMT94 Yamaha               | Yamaha YZF R6                | 19   | +1'39.659 | 9º      | 4     |
| 13º  | 69 | Tom Booth-Amos      | Motozoo ME Air Racing      | Kawasaki ZX-6R               | 19   | +1'44.191 | 18º     | 3     |
| 14º  | 47 | Andreas Kofler      | D34G Racing                | Ducati Panigale V2           | 19   | +1'50.009 | 16º     | 2     |
| 15º  | 99 | Adrián Huertas      | MTM Kawasaki               | Kawasaki ZX-6R               | 18   | +1 giro   | 5º      | 1     |
| 16º  | 11 | Nicolò Bulega       | Aruba.it Racing            | Ducati Panigale V2           | 18   | +1 giro   | 1º      |       |
| 17º  | 25 | Andy Verdoïa        | Yamaha Thailand Racing     | Yamaha YZF R6                | 18   | +1 giro   | 14º     |       |
| 18º  | 29 | Nicholas Spinelli   | VFT Racing Webike Yamaha   | Yamaha YZF R6                | 18   | +1 giro   | 12º     |       |
| 19º  | 48 | Lorenzo Dalla Porta | Evan Bros. Yamaha          | Yamaha YZF R6                | 18   | +1 giro   | 26º     |       |
| 20º  | 73 | Maximilian Kofler   | D34G Racing                | Ducati Panigale V2           | 18   | +1 giro   | 23º     |       |
| 21º  | 16 | Yuta Okaya          | ProDina Kawasaki Racing    | Kawasaki ZX-6R               | 18   | +1 giro   | 29º     |       |
| 22º  | 98 | Maiki Abe           | VFT Racing Webike Yamaha   | Yamaha YZF R6                | 17   | +2 giri   | 30º     |       |

### Ritirati
| Nº | Pilota             | Squadra                  | Motocicletta                 | Giri | Griglia |
| -- | ------------------ | ------------------------ | ---------------------------- | ---- | ------- |
| 55 | Yari Montella      | Barni Spark Racing       | Ducati Panigale V2           | 17   | 6º      |
| 50 | Ondřej Vostatek    | PTR Triumph              | Triumph Street Triple RS 765 | 12   | 17º     |
| 62 | Stefano Manzi      | Ten Kate Racing Yamaha   | Yamaha YZF R6                | 10   | 2º      |
| 9  | Jorge Navarro      | Ten Kate Racing Yamaha   | Yamaha YZF R6                | 6    | 7º      |
| 28 | Glenn van Straalen | EAB Racing               | Yamaha YZF R6                | 4    | 10º     |
| 71 | Tom Edwards        | Yart-Yamaha              | Yamaha YZF R6                | 2    | 19º     |
| 14 | Lucas Mahias       | Kawasaki Puccetti Racing | Kawasaki ZX-6R               | 1    | 15º     |
| 68 | Luke Power         | Motozoo ME Air Racing    | Kawasaki ZX-6R               | 0    | 24º     |

## Supersport 300 gara 1

### Arrivati al traguardo
| Pos. | Nº | Pilota              | Squadra                               | Motocicletta       | Giri | Tempo     | Griglia | Punti |
| ---- | -- | ------------------- | ------------------------------------- | ------------------ | ---- | --------- | ------- | ----- |
| 1º   | 28 | Lennox Lehmann      | Freudenberg KTM-Paligo Racing         | KTM RC 390 R       | 14   | 27'45.993 | 22º     | 25    |
| 2º   | 93 | Marco Gaggi         | BrCorse                               | Yamaha YZF-R3      | 14   | +3.470    | 13º     | 20    |
| 3º   | 88 | Daniel Mogeda       | Kawasaki GP Project                   | Kawasaki Ninja 400 | 14   | +26.216   | 18º     | 16    |
| 4º   | 81 | Ioannis Peristeras  | ProGP Racing                          | Yamaha YZF-R3      | 14   | +36.812   | 29º     | 13    |
| 5º   | 73 | José Pérez González | Accolade Smrž Racing BGR              | Kawasaki Ninja 400 | 14   | +40.061   | 1º      | 11    |
| 6º   | 53 | Petr Svoboda        | Fusport-RT Motorsport by SKM-Kawasaki | Kawasaki Ninja 400 | 14   | +48.632   | 9º      | 10    |
| 7º   | 47 | Fenton Seabright    | Kawasaki GP Project                   | Kawasaki Ninja 400 | 14   | +1'02.314 | 24º     | 9     |
| 8º   | 22 | Marc García         | China Racing                          | Kove 321RR         | 14   | +1'07.565 | 3º      | 8     |
| 9º   | 6  | Jeffrey Buis        | MTM Kawasaki                          | Kawasaki Ninja 400 | 14   | +1'08.782 | 15º     | 7     |
| 10º  | 7  | Loris Veneman       | MTM Kawasaki                          | Kawasaki Ninja 400 | 14   | +1'21.807 | 23º     | 6     |
| 11º  | 48 | Julio García        | Flembbo-Pl Performances               | Kawasaki Ninja 400 | 14   | +1'37.045 | 19º     | 5     |
| 12º  | 51 | Juan Urióstegui     | Team#109 Kawasaki                     | Kawasaki Ninja 400 | 14   | +1'38.607 | 10º     | 4     |
| 13º  | 16 | Maxim Repak         | Accolade Smrž Racing BGR              | Kawasaki Ninja 400 | 14   | +1'38.908 | 30º     | 3     |
| 14º  | 41 | Raffaele Tragni     | AG Motorsport Italia Yamaha           | Yamaha YZF-R3      | 14   | +1'39.022 | 31º     | 2     |
| 15º  | 19 | Alessandro Zanca    | Team#109 Kawasaki                     | Kawasaki Ninja 400 | 14   | +1'41.015 | 26º     | 1     |
| 16º  | 57 | Aldi Satya Mahendra | BrCorse                               | Yamaha YZF-R3      | 14   | +1'50.635 | 11º     |       |
| 17º  | 77 | José Osuna Sáez     | Deza-Box 77 Racing                    | Kawasaki Ninja 400 | 14   | +1'55.109 | 25º     |       |
| 18º  | 60 | Dirk Geiger         | Freudenberg KTM-Paligo Racing         | KTM RC 390 R       | 13   | +1 giro   | 14º     |       |
| 19º  | 13 | Devis Bergamini     | ProGP Racing                          | Yamaha YZF-R3      | 13   | +1 giro   | 28º     |       |
| 20º  | 69 | Troy Alberto        | Fusport-RT Motorsport by SKM-Kawasaki | Kawasaki Ninja 400 | 13   | +1 giro   | 16º     |       |
| 21º  | 26 | Mirko Gennai        | BrCorse                               | Yamaha YZF-R3      | 13   | +1 giro   | 5º      |       |
| 22º  | 85 | Kevin Sabatucci     | Flembbo-Pl Performances               | Kawasaki Ninja 400 | 13   | +1 giro   | 17º     |       |
| 23º  | 12 | Humberto Maier      | Yamaha MS Racing/AD78 Latin America   | Yamaha YZF-R3      | 12   | +2 giri   | 4º      |       |
| 24º  | 91 | Matteo Vannucci     | AG Motorsport Italia Yamaha           | Yamaha YZF-R3      | 12   | +2 giri   | 2º      |       |
| 25º  | 25 | Mattia Martella     | ProDina Kawasaki Racing               | Kawasaki Ninja 400 | 10   | +4 giri   | 27º     |       |
| 26º  | 17 | Ruben Bijman        | Arco Motor University                 | Yamaha YZF-R3      | 10   | +4 giri   | 21º     |       |

### Ritirati
| Nº | Pilota                 | Squadra                             | Motocicletta       | Giri | Griglia |
| -- | ---------------------- | ----------------------------------- | ------------------ | ---- | ------- |
| 39 | Enzo Valentim          | Yamaha MS Racing/AD78 Latin America | Yamaha YZF-R3      | 12   | 12º     |
| 99 | Galang Hendra Pratama  | Sublime Racing by MS Racing         | Yamaha YZF-R3      | 8    | 6º      |
| 29 | Walid Khan             | Freudenberg KTM-Paligo Racing       | KTM RC 390 R       | 4    | 7º      |
| 23 | Samuel Di Sora         | ProDina Kawasaki Racing             | Kawasaki Ninja 400 | 3    | 8º      |
| 62 | Kevin Santos Fontainha | Sublime Racing by MS Racing         | Yamaha YZF-R3      | 1    | 20º     |

## Supersport 300 gara 2

### Arrivati al traguardo
| Pos. | Nº | Pilota                 | Squadra                               | Motocicletta       | Giri | Tempo     | Griglia | Punti |
| ---- | -- | ---------------------- | ------------------------------------- | ------------------ | ---- | --------- | ------- | ----- |
| 1º   | 57 | Aldi Satya Mahendra    | BrCorse                               | Yamaha YZF-R3      | 8    | 16'22.586 | 10º     | 25    |
| 2º   | 77 | José Osuna Sáez        | Deza-Box 77 Racing                    | Kawasaki Ninja 400 | 8    | +0.169    | 24º     | 20    |
| 3º   | 73 | José Pérez González    | Accolade Smrž Racing BGR              | Kawasaki Ninja 400 | 8    | +2.796    | 1º      | 16    |
| 4º   | 62 | Kevin Santos Fontainha | Sublime Racing by MS Racing           | Yamaha YZF-R3      | 8    | +2.863    | 19º     | 13    |
| 5º   | 23 | Samuel Di Sora         | ProDina Kawasaki Racing               | Kawasaki Ninja 400 | 8    | +2.996    | 7º      | 11    |
| 6º   | 47 | Fenton Seabright       | Kawasaki GP Project                   | Kawasaki Ninja 400 | 8    | +3.038    | 23º     | 10    |
| 7º   | 6  | Jeffrey Buis           | MTM Kawasaki                          | Kawasaki Ninja 400 | 8    | +5.791    | 14º     | 9     |
| 8º   | 53 | Petr Svoboda           | Fusport-RT Motorsport by SKM-Kawasaki | Kawasaki Ninja 400 | 8    | +5.809    | 8º      | 8     |
| 9º   | 12 | Humberto Maier         | Yamaha MS Racing/AD78 Latin America   | Yamaha YZF-R3      | 8    | +5.872    | 4º      | 7     |
| 10º  | 29 | Walid Khan             | Freudenberg KTM-Paligo Racing         | KTM RC 390 R       | 8    | +19.085   | 31º     | 6     |
| 11º  | 17 | Ruben Bijman           | Arco Motor University                 | Yamaha YZF-R3      | 8    | +20.991   | 20º     | 5     |
| 12º  | 19 | Alessandro Zanca       | Team#109 Kawasaki                     | Kawasaki Ninja 400 | 8    | +28.813   | 25º     | 4     |
| 13º  | 16 | Maxim Repak            | Accolade Smrž Racing BGR              | Kawasaki Ninja 400 | 8    | +29.613   | 29º     | 3     |
| 14º  | 85 | Kevin Sabatucci        | Flembbo-Pl Performances               | Kawasaki Ninja 400 | 8    | +31.327   | 16º     | 2     |
| 15º  | 41 | Raffaele Tragni        | AG Motorsport Italia Yamaha           | Yamaha YZF-R3      | 8    | +38.277   | 30º     | 1     |
| 16º  | 88 | Daniel Mogeda          | Kawasaki GP Project                   | Kawasaki Ninja 400 | 8    | +38.306   | 17º     |       |
| 17º  | 48 | Julio García           | Flembbo-Pl Performances               | Kawasaki Ninja 400 | 8    | +39.421   | 18º     |       |
| 18º  | 81 | Ioannis Peristeras     | ProGP Racing                          | Yamaha YZF-R3      | 8    | +48.135   | 28º     |       |
| 19º  | 25 | Mattia Martella        | ProDina Kawasaki Racing               | Kawasaki Ninja 400 | 8    | +48.898   | 26º     |       |
| 20º  | 91 | Matteo Vannucci        | AG Motorsport Italia Yamaha           | Yamaha YZF-R3      | 8    | +48.942   | 2º      |       |
| 21º  | 13 | Devis Bergamini        | ProGP Racing                          | Yamaha YZF-R3      | 8    | +49.324   | 27º     |       |
| 22º  | 28 | Lennox Lehmann         | Freudenberg KTM-Paligo Racing         | KTM RC 390 R       | 8    | +54.723   | 21º     |       |
| 23º  | 60 | Dirk Geiger            | Freudenberg KTM-Paligo Racing         | KTM RC 390 R       | 8    | +55.062   | 13º     |       |
| 24º  | 39 | Enzo Valentim          | Yamaha MS Racing/AD78 Latin America   | Yamaha YZF-R3      | 8    | +1'05.047 | 11º     |       |
| 25º  | 99 | Galang Hendra Pratama  | Sublime Racing by MS Racing           | Yamaha YZF-R3      | 8    | +1'49.704 | 6º      |       |

### Ritirati
| Nº | Pilota          | Squadra                               | Motocicletta       | Giri | Griglia |
| -- | --------------- | ------------------------------------- | ------------------ | ---- | ------- |
| 93 | Marco Gaggi     | BrCorse                               | Yamaha YZF-R3      | 7    | 12º     |
| 22 | Marc García     | China Racing                          | Kove 321RR         | 6    | 3º      |
| 26 | Mirko Gennai    | BrCorse                               | Yamaha YZF-R3      | 5    | 5º      |
| 7  | Loris Veneman   | MTM Kawasaki                          | Kawasaki Ninja 400 | 3    | 22º     |
| 51 | Juan Urióstegui | Team#109 Kawasaki                     | Kawasaki Ninja 400 | 1    | 9º      |
| 69 | Troy Alberto    | Fusport-RT Motorsport by SKM-Kawasaki | Kawasaki Ninja 400 | 0    | 15º     |